# Lijst van rijksmonumenten in Haaksbergen (plaats)
De plaats Haaksbergen telt 20 inschrijvingen in het rijksmonumentenregister. Hieronder een overzicht.
| Object                                                                                | Oorspronkelijke functie?  | Bouwjaar           | Architect                 | Locatie                  | Coördinaten?                 | Nr.?   | Afbeelding                        |
| ------------------------------------------------------------------------------------- | ------------------------- | ------------------ | ------------------------- | ------------------------ | ---------------------------- | ------ | --------------------------------- |
| Synagoge                                                                              | Kerk en kerkonderdeel     | 1828               |                           | Ruisschenborgh 1         | 52° 9' 18" NB, 6° 44' 35" OL | 18861  | Meer afbeeldingen                 |
| De Korenbloem                                                                         | Industrie- en poldermolen | 1798               |                           | Fazantstraat 39          | 52° 9' 33" NB, 6° 44' 53" OL | 18862  | Meer afbeeldingen                 |
| Israelitische begraafplaats                                                           | Begraafplaats en -onderdl | 1889 (toegangshek) |                           | Goorsestraat 54          | 52° 9' 37" NB, 6° 44' 1" OL  | 18863  | Israelitische begraafplaats       |
| Hervormde kerk                                                                        | Kerk en kerkonderdeel     | 1854               | G. D. Niermans            | Jhr. von Heijdenstraat 4 | 52° 9' 15" NB, 6° 44' 35" OL | 18866  | Meer afbeeldingen                 |
| Pand zonder verdieping pand onder dwars schilddak met hoekschoorstenen en dakkapellen | Woonhuis                  | 1720               |                           | Jhr. von Heijdenstraat 8 | 52° 9' 15" NB, 6° 44' 36" OL | 18867  | Meer afbeeldingen                 |
| Sint-Pancratiuskerk                                                                   | Kerk en kerkonderdeel     | 1520               |                           | Markt 9                  | 52° 9' 17" NB, 6° 44' 32" OL | 18873  | Meer afbeeldingen                 |
| Toren van de Sint-Pancratiuskerk                                                      | Kerk en kerkonderdeel     |                    |                           | Markt bij 9              | 52° 9' 17" NB, 6° 44' 31" OL | 18874  | Meer afbeeldingen                 |
| HH. Bonifatius en Gezellenkerk                                                        | Kerk en kerkonderdeel     | 1934               | Johannes Sluijmer         | Veldmaterstraat 61       | 52° 9' 52" NB, 6° 45' 21" OL | 507735 | Meer afbeeldingen                 |
| Pastorie                                                                              | Kerkelijke dienstwoning   | 1934               |                           | Veldmaterstraat 61       | 52° 9' 52" NB, 6° 45' 21" OL | 507736 | Meer afbeeldingen                 |
| Herenhuis in electische bouwstijl                                                     | Woonhuis                  | 1888               | Gerrit Beltman sr.        | Markt 8f                 | 52° 9' 16" NB, 6° 44' 34" OL | 507750 | Meer afbeeldingen                 |
| Pastorie Sint-Pancratiuskerk                                                          | Kerkelijke dienstwoning   | 1887               |                           | Markt 20                 | 52° 9' 17" NB, 6° 44' 28" OL | 507751 | Meer afbeeldingen                 |
| Pastorie met aangebouwd koetshuis                                                     | Kerkelijke dienstwoning   | 1875               | Gerrit Doorwaard Niermans | Markt 12                 | 52° 9' 15" NB, 6° 44' 31" OL | 507752 | Pastorie met aangebouwd koetshuis |
| Jordaan                                                                               | Woonhuis                  | 1887-1888          |                           | Spoorstraat 32           | 52° 9' 24" NB, 6° 44' 26" OL | 507753 | Meer afbeeldingen                 |
| De Blankenborgh: landhuis                                                             | Kasteel, buitenplaats     | 1909               |                           | Enschedesestraat 65      | 52° 9' 31" NB, 6° 45' 4" OL  | 507730 | Meer afbeeldingen                 |
| De Blankenborgh: koetshuis                                                            | Bijgebouwen kastelen enz. |                    |                           | Enschedesestraat 65      | 52° 9' 31" NB, 6° 45' 4" OL  | 507731 | Meer afbeeldingen                 |
| De Blankenborgh: houten tuinschuur                                                    | Bijgebouwen kastelen enz. |                    |                           | Enschedesestraat 65      | 52° 9' 31" NB, 6° 45' 4" OL  | 507732 | Meer afbeeldingen                 |
| De Blankenborgh: houten theehuisje                                                    | Bijgebouwen kastelen enz. |                    |                           | Enschedesestraat 65      | 52° 9' 31" NB, 6° 45' 4" OL  | 507733 | Upload foto                       |
| Poortgebouw annex lijkenhuisje met doorgang onder gedrukte spitsboog                  | Begraafplaats en -onderdl | 1934               |                           | Veldmaterstraat 61       | 52° 9' 53" NB, 6° 45' 22" OL | 507737 | Meer afbeeldingen                 |
| Stationsgebouw Museum Buurtspoorweg                                                   | Transport                 | 1884-1915          |                           | Stationsstraat 3         | 52° 9' 31" NB, 6° 44' 20" OL | 507754 | Meer afbeeldingen                 |
| 't Fort                                                                               | Woonhuis                  | 1931               |                           | Enschedesestraat 66      | 52° 9' 27" NB, 6° 45' 5" OL  | 507755 | 't Fort                           |